# تركي بن أحمد السديري
تركي بن أحمد السديري ، (ولد في سنة 1319 للهجرة ومات في الرابع من ذي القعدة سنة 1397 للهجرة) هو أحد أمراء المناطق في المملكة العربية السعودية، حيث تولى إمارة منطقة الجوف مرتين كانت الأولى في سنة 1345 للهجرة وحتى سنة 1346 للهجرة، والثانية في سنة 1349 للهجرة وحتى سنة 1351 للهجرة. تولى أيضاً إمارة منطقة عسير في سنة 1352 للهجرة وكان وكيل الاماره انذاك الشيخ / سالم بن علي التركي وحتى سنة 1371 للهجرة وهي السنة التي تم تعيينه فيها أميراً لمنطقة جازان وظل بها حتى توفي. والدته هي الأميرة شريفة بنت علي السويد من البدارين الدواسر أمراء بلدة جلاجل في سدير منذ القدم.

## الأمارات
تولّى تركي بن أحمد بن محمد بن أحمد الكبير السديري إمارة الجوف في عام 1346هـ بتعيين من الملك عبدالعزيز آل سعود، ثم في عام 1347هـ عندما ظهرت فتنة الإخوان عاد للاشتراك في إخمادها وهي معركة السبلة، ثم اشترك في عدة حملات في الحدود الشمالية والغربية، ثم عاد إلى عمله أميراً على منطقة عسير، وفي عام 1371هـ عُيّن رسمياً في جازان وظل على رأس العمل حتى وافاه الأجل في يوم 4 /11 /1397هـ في مسقط رأسه الغاط، وعُيّن إبنه الأمير محمد بن تركي السديري أميراً على منطقة جازان.

## أسرته
والده هو أحمد بن محمد بن أحمد الكبير السديري أمير الوشم وسدير والأفلاج وبريدة في عهد الملك عبد العزيز آل سعود ووالدته هي شريفة السويد من قبيلة البدارين الدواسر أمراء جلاجل في سدير. لتركي خمسة عشر أخوات أشهرهن الأميرة حصة بنت أحمد بن محمد السديري زوجة  عبد العزيز آل سعود ووالدة الملك فهد والأمير سلطان والأمير عبد الرحمن والأمير تركي الثاني والأمير نايف والملك سلمان والأمير أحمد، وله سبعة إخوة تولى ستة منهم منصب أمير منطقة لفترات مختلفة، وهم:
- محمد بن أحمد.
- عبد العزيز بن أحمد.
- خالد بن أحمد.
- مساعد بن أحمد السديري
- سليمان بن أحمد.
- بندر بن أحمد.

### زوجاته وأبناؤه
كان لتركي ستة زوجات أنجبن له سبعة أبناء وإثنى عشرة ابنة، وهم:
- عائشة بنت فراج العسبلي الشهري (ابنة شيخ قبيلة بني شهر). والدة الأميرة سلطانة.
- سلطانة بنت ناصر أبانمي. والدة الأميرة الجوهرة، فهد، وسارة.
- فلوة بنت محمد بن عبد المحسن بن أحمد السديري . والدة نورة، الأميرة جواهر، عبد الرحمن، الأميرة فهدة، وسلطان.
- نعمة بنت رجا المويشير. والدة الأميرة منيرة، محمد، خالد، لطيفة، شيخة، أحمد، وعبد المحسن.
- فاطمة بنت علي بن محمد الشامي. والدة موضي، والجازي.
- منيرة بنت عبد الله أبو ملحه. والدة البندري.

## أبناؤه

### ذكور
- الأمير فهد بن تركي بن أحمد السديري. وله من الأبناء خالد، فيصل (متزوج من الأميرة لطيفة بنت عبد الرحمن بن عبد العزيز آل سعود)، محمد، الأميرة الجوهرة (متزوجة من الأمير بندر بن عبد الله بن عبد الرحمن آل سعود ولها من الأبناء الأميرة رواء، الأمير عبد الله، الأمير سلمان، الأميرة نورة، الأميرة مها، والأمير محمد)، والأميرة هيفاء (كانت متزوجة من الأمير عبد العزيز بن ماجد بن عبد العزيز آل سعود ولها من الأبناء الأمير سعود).
- الأمير خالد بن تركي بن أحمد السديري. متزوج من الأميرة لطيفة بنت عبد العزيز آل سعود وله من الأبناء عبد العزيز وله من الأبناء (تركي ، ريم ، سلطان) ، وحصة متزوجة من فيصل بن سعد بن ناصر السديري ولها من الأبناء (خالد ، فهد).
- الأمير محمد بن تركي بن أحمد السديري (أمير منطقة جازان سابقًا). متزوج من الأميرة شيخة بنت محمد بن أحمد السديري وله من الأبناء أحمد، نوف، منصور، مشهور، وتركي.
- الأمير أحمد بن تركي بن أحمد السديري. متزوج من الأميرة جيهان بنت مساعد بن أحمد السديري وله من الأبناء منيرة، تركي، سارة، سلطان، سلمان، فيصل، عبد الرحمن، وخالد.
- الأمير عبد الرحمن بن تركي بن أحمد السديري. متزوج من الأميرة نورة بنت عبد الرحمن بن أحمد السديري وله من الأبناء خالد، فهدة، فلوة، سارة، وتركي (متزوج من الأميرة ريم بنت سيف الإسلام بن سعود بن عبد العزيز آل سعود).[2]
- الأمير عبد المحسن بن تركي بن أحمد السديري متزوج من الأميرة هيفاء بنت محمد بن أحمد السديري وله من الأبناء فيصل، نعمة، محمد، خالد، وسعود.
- الأمير سلطان بن تركي بن أحمد السديري. متزوج من الأميرة ريم بنت عبد الرحمن بن أحمد السديري وله من الأبناء محمد، ممدوح، فلوة، ونواف.

### إناث
- الأميرة موضي بنت تركي بن أحمد السديري. حرم الأمير عبد العزيز بن أحمد بن محمد بن تركي السديري (متوفى) ولها من الأبناء محمد، سلطان، ومنصور.
- الأميرة سارة بنت تركي بن أحمد السديري (متوفاة). حرم الأمير عبد الرحمن بن أحمد بن عبد الرحمن السديري (قائم مقام جدة السابق). ولها من الأبناء فهد، محمد، عبد العزيز، نواف، جواهر، نوف، ومها.
- الأميرة الجوهرة بنت تركي بن أحمد السديري. حرم الملك سعود بن عبد العزيز آل سعود ولها من الأبناء الأمير فيصل، الأمير عبد الرحمن، الأمير ممدوح، الأمير نايف، الأمير أحمد، والأمير عبد العزيز.
- الأميرة سلطانة بنت تركي بن أحمد السديري. حرم الملك سلمان بن عبد العزيز آل سعود ولها من الأبناء الأمير فهد، الأمير سلطان، الأمير أحمد، الأمير عبد العزيز، الأمير فيصل، والأميرة حصة.
- الأميرة منيرة بنت تركي بن أحمد السديري. حرم الأمير عبد الرحمن بن عبد العزيز آل سعود ولها من البنات الأميرة لولوة، الأميرة جواهر، الأميرة عبير، الأميرة لطيفة، الأميرة سارة، والأميرة نوف.
- الأميرة لطيفة بنت تركي بن أحمد السديري.
- الأميرة شيخة بنت تركي بن أحمد السديري. كانت متزوجة من الأمير أحمد بن مساعد بن أحمد السديري ولها من البنات هيفاء، ومتزوجة من الشيخ سعود المويشير رحمه الله.
- الأميرة جواهر بنت تركي بن أحمد السديري. حرم الأمير فهد بن ناصر بن عبد العزيز آل سعود ولها من الأبناء الأمير خالد، الأميرة نوف، الأمير سلطان، والأميرة فلوة.
- الأميرة فهدة بنت تركي بن أحمد السديري. حرم الأمير أحمد بن عبد العزيز آل سعود ولها من الأبناء الأمير عبد العزيز، الأميرة نورة، الأمير نايف، الأميرة حصة، الأمير فيصل، الأميرة فلوة، الأمير تركي، الأميرة موضي، والأمير سلطان.
- الأميرة نورة بنت تركي بن أحمد السديري. حرم الأمير محمد بن عبد الله بن ناصر بن عبد المحسن السديري ولها من البنات نجلاء، أريج، وهيفاء.
- الأميرة البندري بنت تركي بن أحمد السديري. حرم فهد الفهيد ولها من الأبناء فلوة، مها، ومحمد.
- الأميرة الجازي بنت تركي بن أحمد السديري. حرم سلطان الحسين.

## انظر ايضاً
- منطقة الجوف
- أحمد بن محمد بن أحمد السديري

## وصلات خارجية
- أمراء منطقة الجوف منذ عهد المؤسس.